# ديفيد إيرفاين
ديفيد إيرفاين هو سياسي كندي، ولد في 26 نوفمبر 1831 في مقاطعة فيرماناغ في المملكة المتحدة، وتوفي في 28 مايو 1924. نشط حزبياً في الحزب الليبرالي الكندي. وقد انتخب عضو مجلس العموم الكندي.